# 2017年溫布頓網球錦標賽
2017年溫布頓網球錦標賽是第131屆溫布頓網球錦標賽。於2017年7月3日至7月16日在英國倫敦的全英草地网球和门球俱乐部舉行。

## 各項賽事

### 男子單打
羅傑·費德勒 擊敗  馬林·契利奇 （6–3、6–1、6–4）

### 女子單打
加比涅·穆古魯薩 擊敗  大威廉絲 （7–5、6–4）

### 男子雙打
盧卡斯·古博特 /  馬塞洛·梅洛 擊敗  奧利弗·馬拉克 /  梅特·帕夫维奇 （5–7、7–5、7–62、3–6、13–11）

### 女子雙打
葉卡捷琳娜·馬卡洛娃 /  葉連娜·韋斯寧娜 擊敗  詹皓晴 /  莫妮卡·尼古列斯庫（6–0、6–0）

### 混合雙打
傑米·穆雷 /  瑪蒂娜·辛吉斯 擊敗  亨利·孔蒂寧 /  希瑟·沃特森（6–4、6–4）

## 外部連結
- 官方网站

| 前任： 2016年溫布爾登網球錦標賽 | 溫布頓網球錦標賽 2017年 | 繼任： 2018年溫布頓網球錦標賽 |
| 前任： 2017年法国网球公开赛     | 网球大满贯 2017年       | 繼任： 2017年美国网球公开赛   |